# Guy de Pesteils

Wappen von Guy II. de Pesteils

Guy II. de Pesteils (* um 1344 in Avignon; † 1403) war päpstlicher Kapitän, Ritter des Bistums Tulle, Seigneur de Salers, des Tours de Merle, de Bonnieux, de la Valmasque et de Maubec; er ist der Sohn von Aymeric II. de Pesteils und Florence de Besse, der Schwester von Nicolas de Besse, dem Kardinal von Limoges.

## Leben
Als Großneffe von Clemens VI. und Vetter von Raimond de Turenne, nahm er an den Feldzügen gegen die Familie Visconti teil, sowie an der Rückkehr des Papstes Gregor XI. nach Rom. Während des gesamten Krieges, den der Vicomte de Turenne in der Provence gegen das Avignonesische Papsttum und Marie de Blois, Gräfin von Provence, führte, befand sich Guy de Pesteils an seines Seite, sei es, um Krieg zu führen, sei es, um in seinem Namen wichtige Verhandlungen mit Clemens VII. und Benedikt XIII. zu führen.

### Der Nepotismus Clemens’ VI.

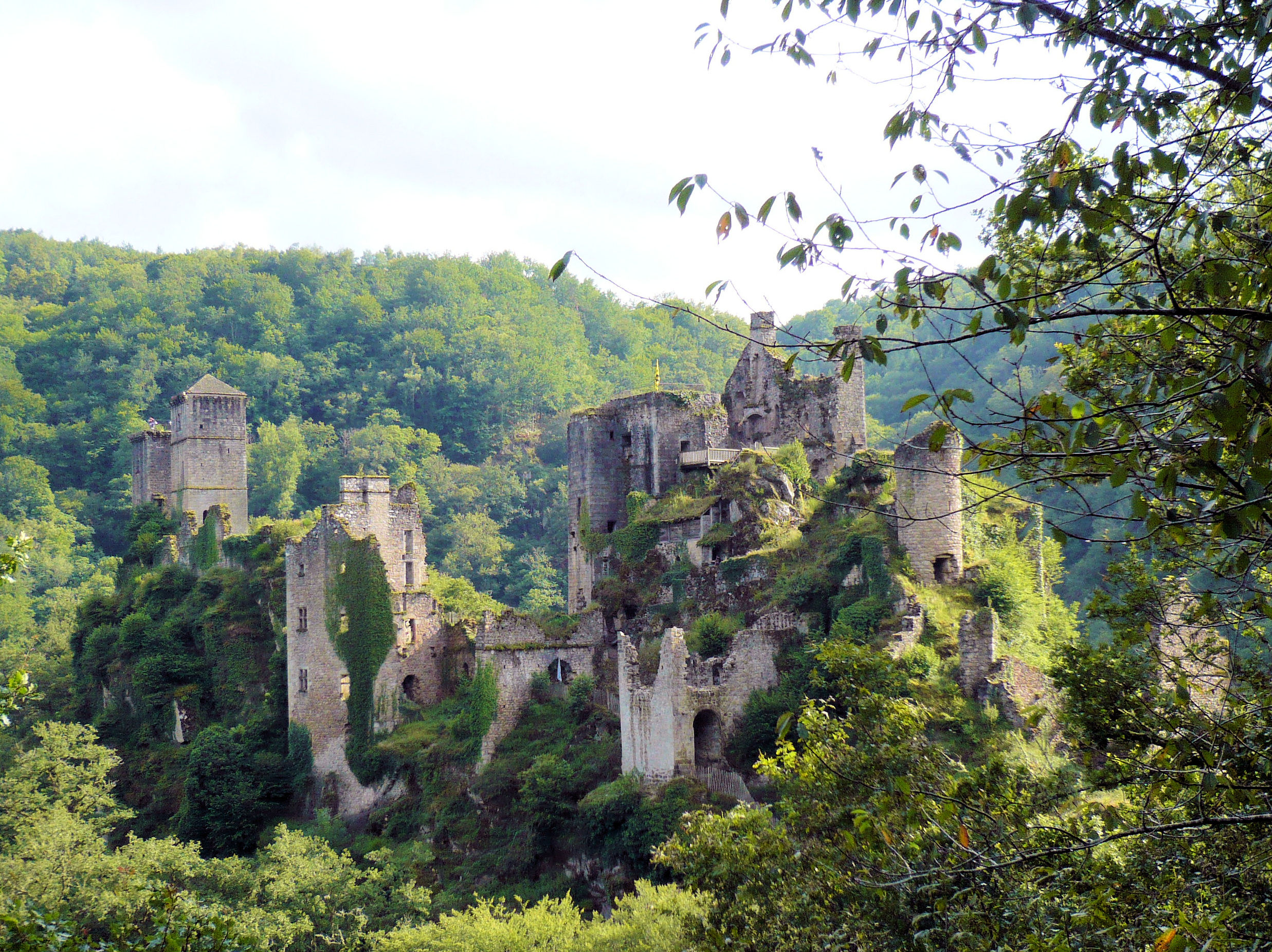
Les Tours de Merle, Lehen der Familie Pesteils

Guy II. de Pesteils wurde in Avignon geboren, wo seine Eltern seit 1343 wohnten. Clemens VI., der in seinem Pontifikat den Nepotismus zur Institution erhob, machte erst aus Nicolas de Besse einen Kirchenfürsten, indem er ihn am 19. Mai 1344 zum Kardinaldiakon von Santa Maria in Via Lata ernannte. Anschließend kümmerte er sich um die Zukunft der Familie seiner Nichte.
Aymeric de Pesteils erhielt am 26. Oktober 1346 die Terre de Branzac. Ein Jahr später, am 26. Mai, verhandelte er mit Rigaud de Carbonnières und erhielt als Adelssitz das Hôtel de Pesteils innerhalb des Château de Merle.
Der Tod ihres Onkels am 6. Dezember 1352 machte dem Erwerb von Lehen für die Familie kein Ende. Mit Hilfe des Kardinals de Limoges konnte sein Schwager vom mächtigen Arnaud Via, Vicomte de Villemur, Großneffe von Johannes XXII., Renten auf die Burgen von Salers und Fontanges erwerben. Der Vertrag wurde am 17. Februar 1357 paraphiert, Aymeric de Pesteils unterzeichnete ihn als Ritter, Seigneur de Merle et de Branzac. Sein Sohn Guy heiratete einige Zeit später Hélis de Fontanges.
Der Tod des Kardinals von Limoges am 5. November 1369 markierte ein vorläufiges Ende des Erwerbs von Lehen für die Pesteils. Die Wahl ihres Vetters Gregor XI. zum Papst Ende 1370 war dann eine zweite Chance.

### Guy II. de Pesteils, päpstlicher Kapitän
Am Ende des Sommers 1371 zog Guy an der Seite seines Vetters Raimond de Turenne nach Piemont und in die Lombardei gegen die Visconti. Vor seiner Abreise erhielt er die Zusicherung, dass die Waffen seiner Familie in der Kathedrale von Avignon platziert werden würden. Er nahm sein Quartier in Demonte und war angewiesen, mit seinen Truppen, den Durchgang des Tals des Stura di Demonte zu sichern, der den Larche-Pass kontrollierte. Guy kehrte 1373 nach Avignon zurück, und erfuhr erst jetzt von seinem Bruder Jean, der Kaplan Gregors XI. geworden war, dass seine Frau gestorben war.
Zu Beginn des Sommers 1375 heiratete Guy de Pesteils in Villeneuve-lès-Avignon Anna d’Albars. Die Rückkehr Gregors XI. nach Rom 1376 beendete seinen Aufenthalt in Avignon. Raimond de Turenne, Generalkapitän der päpstlichen Armeen, engagierte ihn als einer seiner Leutnants. In Italien nahm Guy im Lauf des April 1377 an der Expedition gegen Viterbo und Bolsena teil, zwei Städten, die sich im Aufstand gegen den Papst befanden, und wurde dabei gefangen genommen.
Als Rektor des Comtat Venaissin gewährte ihm sein Cousin Guillaume III. Roger de Beaufort zur Belohnung für seine Verdienste im Jahre 1377 Rechte und Einkommen auf Bonnieux und la Valmasque bei Ménerbes.
Auf Befehl Raimond de Turennes blieb Guy de Pesteils nach dem Tod Gregors XI. in Italien. Nach den letzten päpstlichen Wünschen hatte er bereits im Mai 1378 die militärische Besetzung der Engelsburg in Rom zur Aufgabe. In Begleitung von Gefolgsleuten des Generalkapitäns der päpstlichen Armeen und anderen Angehörigen seiner Familie blieb er 14 Monate bei den Truppen Urbans VI.
Das Abendländische Schisma ab 1378 führte im September des Jahres zum Versiegen von Guys Einnahmen. Er erhielt das ausstehende Geld erst nach dem 1. März 1379. Seine Lehen wurden dann gegen das von Maubec ausgetauscht.

### Der Bevollmächtigte Raimond de Turennes
Während des langen Kriegs, den Raimond in der Provence gegen zwei Gegenpäpste und die Regentin der Grafschaft führte, war Guy de Pesteils zumindest bei zwei Gelegenheiten sein Bevollmächtigter bei der Gegenseite.
Beim ersten Mal, zwischen Mitte und Ende September 1386, war er beauftragt, im Namen des Vicomte geheime Verhandlungen mit Marie de Blois und Clemens VII. zu führen.
Als im Juni 1398 Gespräche zwischen Raymond de Turenne und Benedikt XIII. begannen, wurden diese erneut von zwischengeschalteten Bevollmächtigten geführt. Der Vicomte wählte wiederum seinen Cousin Guy aus sowie Pierre Chalon und Mérigot de Palisses als weitere Unterhändler.

### Der Vertraute des Vicomte
Der scharfsinnige Unterhändler konnte plötzlich ein Krieger werden. Dies war im Dezember 1390 der Fall. Guy de Pesteils kam an der Spitze eines Armeekommandos zu Raymond de Turenne nach Maubec im Luberon. Gemeinsam begannen die Vettern damit, das Gebiet um Apt und Sault zu plündern, um für den Vicomte an der Familie Agoult/Simiane Rache zu nehmen, die die Marseillaiser angestachelt hatten, seine Lehen und Zölle in der Basse Provence anzugreifen.
Im Lauf des Sommers 1395 zog Guy de Pesteils im Zuge des Scheiterns der Verhandlungen als von Raimond de Turenne für die in der Provence auferlegten patis (oder suffertes) mit seiner Frau nach Mison. Sein Vetter hatte ihm die Aufgabe übertragen, den ordnungsgemäßen Eingang der von Gantonnet d’Abzac angeordneten Lösegeldzahlungen der Städte und Dörfer zu überwachen, sowie Konflikte zu lösen, die zwischen seinen verschiedenen Kapitänen ausbrechen könnten.
Guy de Pesteils kehrte 1399 mit seinem Vetter Raimond ins Limousin zurück. Er verfasste 1403 sein Testament. Aus seinen Ehen hatte er drei Kinder, darunter Guy III. de Pesteils, genannt Guinot, der seine Lehen im Limousin und der Auvergne erbte.